# Tessellis
Cet article concerne le fournisseur d'accès à internet. Pour les autres significations, voir Tessellis (homonymie).
Tessellis S.p.A. (anciennement Tiscali S.p.A.) est un fournisseur d'accès à Internet (FAI) italien créé par Renato Soru en Sardaigne. Il était l'un des fournisseurs d'accès à Internet en France.
Le nom de Tiscali fait référence au site archéologique éponyme (grotte et ensemble de nuraghe) de la province de Nuoro, en Sardaigne.

## Historique

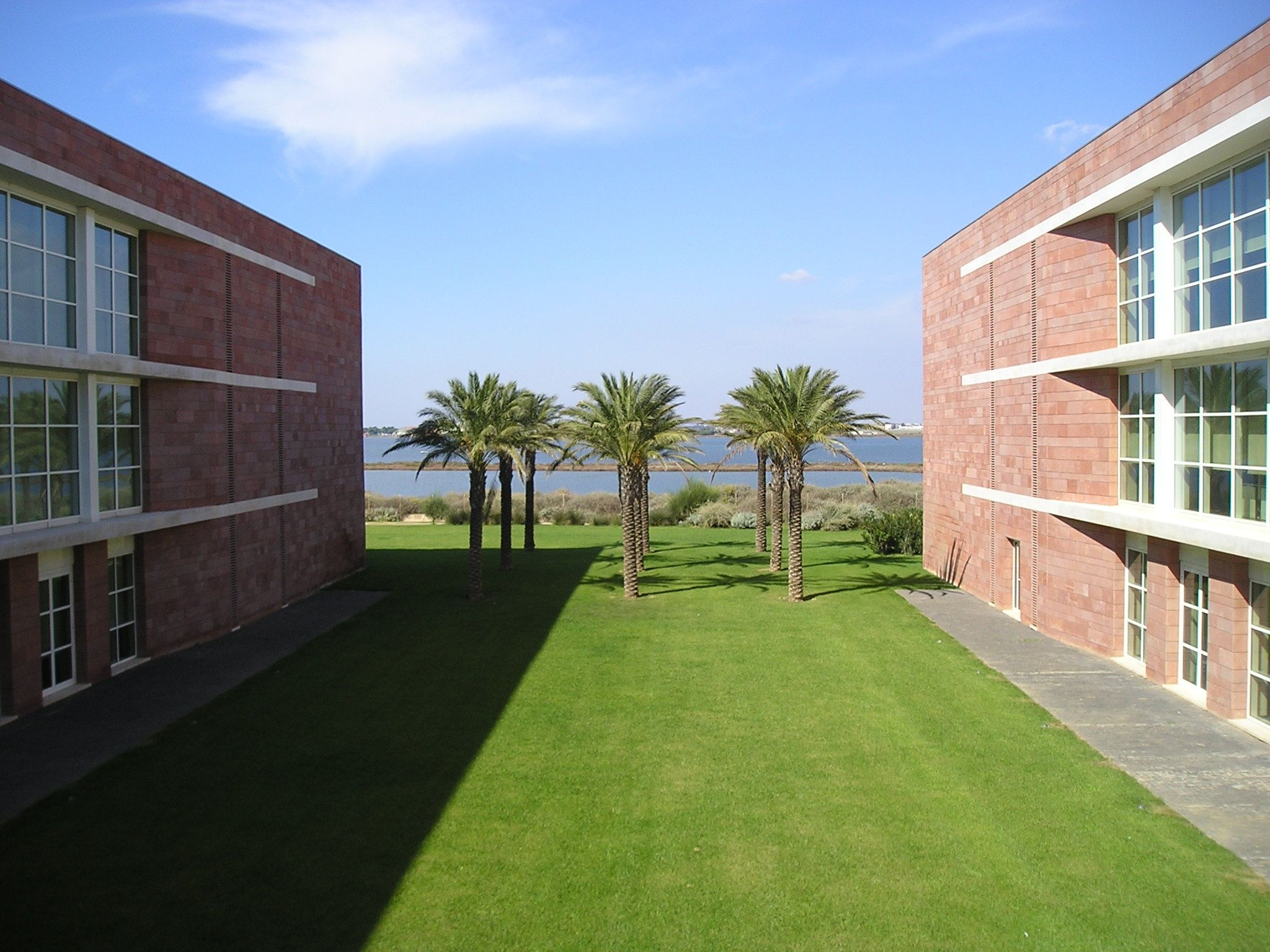
Campus Tiscali

Tiscali a commencé comme simple opérateur télécom en Sardaigne en 1997 puis s'est élargi dans le reste de l'Italie. L'entreprise a ensuite procédé à une vague de rachats, connaissant progressivement la notoriété.
En 2001, Tiscali fait notamment l'acquisition des sociétés françaises World Online, Liberty Surf, Infonie, Freesbee, puis Intercall. Par de nombreux achats Tiscali a réussi à s'implanter en Autriche, en Belgique (rachat de Yucom en 2001), en République tchèque, au Danemark, en Espagne (rachat de Inacia en 2001), en France, en Allemagne, en Italie, aux Pays-Bas, en Norvège, en Suède, en Suisse, au Royaume-Uni et en Afrique du Sud.
Au cours des années suivantes, Tiscali a créé Tiscali International Network (TIN) pour développer son propre réseau de fibre optique et de transit IP en Europe.
À la suite de ce développement grâce à son implantation sur le marché de l'Internet, Tiscali rencontre ensuite des difficultés financières majeures : l'entreprise revend ses filiales afin de se désendetter.
En Belgique, le groupe Tiscali revend sa filiale à Scarlet en décembre 2004. En France, il cède son activité en avril 2005 au groupe Telecom Italia (les services seront commercialisés sous le nom d'Alice), qui revendra à son tour la société en 2008 au groupe Iliad (pour intégration au FAI Free).
En 2009, la filiale transit IP TIN devient indépendante sous le nom Tinet, et accèdera par la suite au rang de tier 1. Tinet sera racheté en 2010 par Neutral Tandem (qui se renommera en Inteliquent (en) en 2012), puis revendu à GTT Communications en 2013.
Le 30 décembre 2021, Tiscali et Linkem ont approuvé le projet de fusion par incorporation de Linkem Retail dans Tiscali.
Le 27 avril 2022, les assemblées générales des actionnaires de Tiscali et Linkem ont approuvé la fusion entre les deux sociétés.
Le 1er août 2022, les deux sociétés ont achevé le processus de fusion : Tiscali a intégré Linkem Retail, tandis que Linkem (aujourd'hui OpNet) est devenu l'actionnaire majoritaire de Tiscali (58,60 %),.
Après l'avoir annoncé en octobre 2022, le 19 janvier 2023, le nom de la société mère est devenu Tessellis, qui continuera à opérer sous les deux marques commerciales Tiscali et Linkem.
Le 2 février 2024, Wind Tre a signé un accord pour l'acquisition des actifs, y compris l'infrastructure réseau, d'OpNet, qui sera acquis à 100 % par Wind Tre avec toutes les autres filiales, à l'exception de Tessellis. La transaction a été finalisée le 1er août.